# Windows Embedded Industry
Windows Embedded Industry（又称Windows Embedded工业版，前称Windows Embedded POSReady和Windows Embedded for Point of Service）是一个操作系统系列，由微软开发，是Windows Embedded家族的一部分。Windows Embedded Industry基于Windows NT，设计用于工业设备中，如收银机、ATM和自助结账系统。Windows Embedded 8.1 Industry是该系列的最终版本，此后的Windows 10 IoT Enterprise取代了Windows Embedded Industry和Windows Embedded Standard系列。

## 版本

### Windows Embedded for Point of Service (WEPOS)
该系统基于Windows XP SP2，设计用于服务式端点销售（Point of Service）场景。WEPOS的发布扩展了微软的Windows Embedded产品线，它是该家族中首个在安装与部署后能使用Windows Update Agent更新自身的系统。2008年10月8日，WEPOS的Service Pack 3（SP3）发布。微软针对Internet Explorer的新生命周期策略政策在2016年1月12日生效后，WEPOS和所有其他平台上的IE6均失去支持。另外，WEPOS是新策略生效后最后一个IE7仍受到微软支持的平台。Windows Embedded for Point of Service发布于2005年5月24日。

### Windows Embedded POSReady 2009
该系统基于Windows XP SP3，提供了一些Windows Embedded for Point of Service没有的特性，如完整的本地化翻译和XPS支持（后者需安装.NET Framework 3.5或更高版本），发布日期是2008年12月9日。为在支持周期结束后继续接收更新，一些Windows XP用户选择修改注册表以伪装成该系统用户、欺骗Windows Update，从而在2019年Windows Embedded POSReady 2009的扩展支持结束前，继续接收可用于Windows XP的更新。一个非官方的Windows XP SP4亦包含该Windows注册表“补丁”，以及在产品寿命结束后针对XP制作的其他修补。在WEPOS的支持结束后，目前仅剩下POSReady 2009和Windows Embedded Standard 2009两款XP衍生操作系统仍受官方支持。

### Windows Embedded POSReady 7
Windows Embedded POSReady 7是Windows Embedded Industry系列中首个基于Windows 7平台的版本，发布于2011年7月1日。

### Windows Embedded 8 Industry
Windows Embedded 8 Industry基于Windows 8，发布于2013年4月2日。该系统有专业版和企业版两个版本，其中专业版仅供OEM预装至设备，企业版只可通过批量许可渠道获得。企业版还提供嵌入式特定功能，可与Windows 8企业版无缝结合。阿拉斯加航空的机上娱乐设备便是使用Windows Embedded 8 Industry。

### Windows Embedded 8.1 Industry
Windows Embedded 8.1 Industry基于Windows 8.1，发布于2013年10月17日。和8 Industry一样，该系统也提供专业版和企业版两个版本。2014年4月16日，微软发布了Windows Embedded 8.1 Industry Update（更新）。
| 操作系统                              | 内存  | 硬盘   |
| ------------------------------------- | ----- | ------ |
| Windows Embedded for Point of Service | 64 MB | 380 MB |
| Windows Embedded POSReady 2009        | 64 MB | 480 MB |
| Windows Embedded POSReady 7           | 1 GB  | 16 GB  |
| Windows Embedded 8 Industry           | 1 GB  | 16 GB  |
| Windows Embedded 8.1 Industry         | 1 GB  | 16 GB  |

## 延伸阅读
- Mackie, Kurt. . Redmond magazine. 1105 Media Inc. 2011-01-14  [2011-03-30]. （原始内容存档于2011-01-17） （英语）.
- Oiaga, Marius. . Softpedia. SoftNews NET SRL. 2011-01-11  [2011-03-30]. （原始内容存档于2011-01-16） （英语）.
- . Embedded Techblog. 2011-01-11  [2011-03-30]. （原始内容存档于2012-03-22） （英语）.
- . Embedded Techblog. 2011-01-11  [2011-03-30]. （原始内容存档于2012-03-22） （英语）.
- Kanthak, Stefan. . Full disclosure (邮件列表)（英语：Full disclosure (mailing list)）. 2013-08-21  [2013-09-19]. （原始内容存档于2013-08-31） （英语）.